# دانیل سیوگورئانو
دانیل سیوگورئانو (انگلیسی: Daniel Ciugureanu; زاده ۹ دسامبر ۱۸۸۵ – درگذشته ۱۹ مهٔ ۱۹۵۰) سیاست‌مدار اهل امپراتوری روسیه بود.
دانیل سیوگورئانو در ۱۹ مه ۱۹۵۰، در سن ۶۴ سالگی درگذشت.